# 上田豪
上田 豪（うえだ つよし、1951年6月13日 - 2019年8月25日 ）は、日本の銀行家。百五銀行頭取を務めた。

## 来歴・人物
三重県出身。1974年に関西学院大学経済学部経済学科を卒業し、同年に百五銀行に入行した。2003年6月に取締役に就任し、2006年6月に常務を経て、2009年6月には頭取に就任した。2015年4月には会長に就任。
2019年8月25日に直腸がんのために死去。68歳没。